# ワンナイト・イン・モンコック
『ワンナイト・イン・モンコック』（原題：旺角黑夜、英題：One Nite In Mongkok）は、2004年に制作された香港のサスペンス・犯罪映画。監督はイー・トンシン（爾冬陞）。

## ストーリー
モンコック(旺角)の街角でチンピラ同士のイザコザが発生し、片方のグループのリーダーであるファイがもう片方のリーダーを殺してしまう。
しかし殺された男の父親は旺角黒社会のボス、ティムであり、ファイを殺害したティムは、ファイが所属していた組織のボスであるガウをも仕留めるために、中国大陸の地方から来たフーという男を雇い、香港に呼び出す。しかし、フーはとあるなりゆきからタンタンという娼婦を救い、彼女も事件に巻き込まれることとなる。
一方、警察側は2大組織の抗争を知り、組織のボスであるガウとティム、そして殺し屋であるフーを逮捕するべく行動を開始する。

## キャスト
| 役名             | 俳優               | 日本語吹替 |
| ---------------- | ------------------ | ---------- |
| フー             | ダニエル・ウー     | 川本克彦   |
| タンタン         | セシリア・チャン   | 本田貴子   |
| ミウ警部         | アレックス・フォン | 加藤亮夫   |
| 李国民(リー刑事) | チン・カーロッ     | 上田燿司   |
| 何若偉(ワイ)     | ケン・ウォン       | 星野貴紀   |
| 任志彬(ファン)   | アンソン・リョン   | 栗山浩一   |
| 老六(リウ)       | ラム・シュー       | 宝亀克寿   |
| 九哥(ガウ)       | ヘンリー・フォン   |            |
| 添哥(ティム)     | スン・リミン       |            |
| 靚輝(ファイ)     | サム・リー         | 奈良徹     |

- その他の声の吹き替え：斧アツシ／渡辺英雄／田中一永／吉野貴宏／野中秀哲／石井隆夫／宇乃音亜季／飯島肇／岩田翼／一木美名子／大久保利洋／外村晶子

## スタッフ
- 監督、脚本：イー・トンシン
- 製作：ヘンリー・フォン
- 製作総指揮：ダニエル・ラム
- 撮影：キョン・クォッマン
- 音楽：ピーター・カム

## 受賞
- 第24回香港電影金像奨（The Hong Kong Film Awards）で、最優秀監督賞、最優秀主演男優賞、最優秀主演女優賞などを受賞